# Ageing & Society
Ageing & Society là một tạp chí khoa học được bình duyệt hàng tháng chuyên về các vấn đề về lão khoa học từ góc độ xã hội học. Tạp chí được thành lập vào năm 1981 và được xuất bản bởi Nhà xuất bản Đại học Cambridge. Tổng biên tập là Christina R. Victor (Đại học Brunel). Theo Journal Citation Reports, tạp chí có hệ số tác động năm 2017 là 1,62, xếp thứ 17 trong số 36 tạp chí trong danh mục "Lão khoa học".